# Попл (тауншип, Миннесота)
Попл (англ. Popple) — тауншип в округе Клируотер, Миннесота, США. На 2000 год его население составило 564 человека.

## География
По данным Бюро переписи населения США площадь тауншипа составляет 92,6 км², из которых 90,3 км² занимает суша, а 2,4 км² — вода (2,54 %).

## Демография
По данным переписи населения 2000 года здесь находились 564 человека, 207 домохозяйств и 151 семья.  Плотность населения —  6,2 чел./км².  На территории тауншипа расположено 238 построек со средней плотностью 2,6 построек на один квадратный километр. Расовый состав населения: 89,01 % белых, 0,18 % афроамериканцев, 7,09 % коренных американцев, 0,35 % азиатов, 1,06 % — других рас США и 2,30 % приходится на две или более других рас. Испанцы или латиноамериканцы любой расы составляли 2,30 % от популяции тауншипа.
Из 207 домохозяйств в 34,8 % воспитывались дети до 18 лет, в 63,3 % проживали супружеские пары, в 4,8 % проживали незамужние женщины и в 26,6 % домохозяйств проживали несемейные люди. 20,3 % домохозяйств состояли из одного человека, при том 9,2 % из — одиноких пожилых людей старше 65 лет. Средний размер домохозяйства — 2,72, а семьи — 3,16 человека.
29,4 % населения — младше 18 лет, 8,9 % — в возрасте от 18 до 24 лет, 23,4 % — от 25 до 44, 27,8 % — от 45 до 64, и 10,5 % — старше 65 лет. Средний возраст — 35 лет. На каждые 100 женщин приходилось 105,1 мужчин.  На каждые 100 женщин старше 18 приходилось 105,2 мужчин.
Средний годовой доход домохозяйства составлял 35 795 долларов, а средний годовой доход семьи —  39 821 доллар. Средний доход мужчин —  28 542  доллара, в то время как у женщин — 21 250. Доход на душу населения составил 14 611 долларов. За чертой бедности находились 7,5 % семей и 12,5 % всего населения тауншипа, из которых 13,8 % младше 18 и 18,3 % старше 65 лет.